# フアン・アブレイユ
フアン・アブレイユ（Juan de Dios Abreu Reyes , 1985年4月8日 - ）は、ドミニカ共和国・ドゥアルテ州サン・フランシスコ・デ・マカリス出身の元プロ野球選手（投手）。右投右打。日本では、ホアン・アブレイユと表記されることもある。

## 経歴

### カンザスシティ・ロイヤルズ傘下時代
2003年7月、カンザスシティ・ロイヤルズに入団。
2005年に、ルーキー級のアリゾナ・リーグ・ロイヤルズで14試合に登板し、うち13試合で先発を務めた。しかし、52.1回で被安打72・与四球27を許し、WHIPも1.89という数字に終わった。
2006年は、パイオニアリーグのアイダホフォールズ・チュカーズで全てリリーフとして20試合に登板。成績は4勝2敗・防御率5.76だった。
2008年、A級のバーリントン・ビーズで主にリリーフを務め、22試合に登板した。登板した全ての試合で3個以上の三振を奪い、年間では76.1回で104奪三振を記録した。
2009年は、7月途中までA+級のウィルミントン・ブルーロックスで全てリリーフとして20試合に登板した。5月から6月にかけて11試合連続無失点を記録するなど総じて好投を続け、3勝2敗12セーブ・防御率1.69という成績を残した。7月にAA級のノースウエストアーカンソー・ナチュラルズへと昇格。ここでもリリーフを務めたが、8月後半以降に相次いで失点し、防御率が急落。AA級での成績は16試合・2勝2敗・防御率5.75だった。
シーズン終了後の11月9日にフリーエージェントとなり、同月24日にアトランタ・ブレーブスと契約した。

### アトランタ・ブレーブス傘下時代
2010年、開幕当初はA+級のマートルビーチ・ペリカンズでプレイしたが、4月は登板した6試合中5試合で失点するなど打ち込まれ、月間防御率は10.50だった。5月に入ると2試合続けて1.2回を無安打無失点に抑え、AA級のミシシッピ・ブレーブスへと昇格した。昇格後は全てリリーフでチーム最多タイの39試合に登板し、4勝2敗11セーブ・防御率3.02を記録した。
2011年、シーズン開幕をAAA級グウィネット・ブレーブスで迎える。6月から7月にかけて14試合連続無失点を記録するなど概ね役割を全うし、グウィネットでは41試合・48.0回・防御率2.25を記録した。7月31日に、トレードでヒューストン・アストロズへと移籍した。

### ヒューストン・アストロズ時代
8月2日から、当時アストロズの傘下にあったAAA級オクラホマシティ・レッドホークス（現オクラホマシティ・コメッツ）でプレイし、7試合で防御率1.86という成績を残した。8月にMLBへと昇格し、同月29日に行われたピッツバーグ・パイレーツ戦の9回表にメジャーデビューを果たした。この試合では2三振を奪ったが、四球と三塁打を許して1点を失い、あと1アウトをとれば試合終了という状況で降板した。続く9月は6試合に登板し、MLB1年目の成績は7試合・0勝0敗・防御率2.70だった。また、6.2イニングで12三振を奪い、16.20という高い奪三振率を記録した。
2012年は、開幕から前年にもプレイしたAAA級オクラホマでリリーフを務めたが、シーズン初登板でいきなり2本塁打を浴びて4失点を喫すると、その後も安定感を保てず、オクラホマでの成績は38試合・2勝3敗5セーブ・防御率7.09だった。8月10日、トロント・ブルージェイズへと移籍。

### トロント・ブルージェイズ傘下時代
移籍後はAAA級ラスベガス・フィフティワンズで4試合に登板し、防御率2.70だったが、結局2012年のシーズンはMLBでの登板機会はなかった。10月17日にフリーエージェントとなり、11月13日にロサンゼルス・ドジャースとの契約に合意した。

### ロサンゼルス・ドジャース傘下時代
2013年は登板がなく、シーズン終了後にFAとなるが、同年12月13日にドジャースと再度契約した。
翌2014年はAAA級のアルバカーキ・アイソトープスに在籍し、6月から7月にかけて8試合に登板したが、成績は防御率7.11・WHIP2.53に留まり、7月14日にはドジャースから放出された。これで、3シーズン続けてMLBでの試合出場なしに終わった。

## 詳細情報

### 年度別投手成績
| 年 度    | 球 団    | 登 板 | 先 発 | 完 投 | 完 封 | 無 四 球 | 勝 利 | 敗 戦 | セ 丨 ブ | ホ 丨 ル ド | 勝 率 | 打 者 | 投 球 回 | 被 安 打 | 被 本 塁 打 | 与 四 球 | 敬 遠 | 与 死 球 | 奪 三 振 | 暴 投 | ボ 丨 ク | 失 点 | 自 責 点 | 防 御 率 | W H I P |
| -------- | -------- | ----- | ----- | ----- | ----- | -------- | ----- | ----- | -------- | ----------- | ----- | ----- | -------- | -------- | ----------- | -------- | ----- | -------- | -------- | ----- | -------- | ----- | -------- | -------- | ------- |
| 2011     | HOU      | 7     | 0     | 0     | 0     | 0        | 0     | 0     | 0        | 0           | ----  | 34    | 6.2      | 6        | 1           | 3        | 0     | 5        | 12       | 0     | 0        | 2     | 2        | 2.70     | 1.35    |
| MLB：1年 | MLB：1年 | 7     | 0     | 0     | 0     | 0        | 0     | 0     | 0        | 0           | ----  | 34    | 6.2      | 6        | 1           | 3        | 0     | 5        | 12       | 0     | 0        | 2     | 2        | 2.70     | 1.35    |

### 年度別守備成績
| 年 度 | 球 団 | 投手（P） | 投手（P） | 投手（P） | 投手（P） | 投手（P） | 投手（P） |
| 年 度 | 球 団 | 試 合     | 刺 殺     | 補 殺     | 失 策     | 併 殺     | 守 備 率  |
| ----- | ----- | --------- | --------- | --------- | --------- | --------- | --------- |
| 2011  | HOU   | 7         | 1         | 0         | 0         | 0         | 1.000     |
| MLB   | MLB   | 7         | 1         | 0         | 0         | 0         | 1.000     |

### 背番号
- 68 （2011年）